# さきがけ文学賞
さきがけ文学賞（さきがけぶんがくしょう）は、中編小説を対象とした日本の文学賞。プロ作家を多く輩出し、新人の登竜門とされている。

## 概要
公益財団法人さきがけ文学賞渡辺喜恵子基金が主催する老舗文学賞。1983年に直木賞作家・渡辺喜恵子が「秋田の文学振興に役立ててほしい」と1千万円を秋田魁新報社に寄託したのが創設のきっかけとされる。1984年、秋田魁新報社が創刊110年を記念して1千万円を拠出、計2千万円で基金を設立し、本文学賞を創設した。1985年、秋田魁新報社は基金に1千万円を追加し、財団法人さきがけ文学賞渡辺喜恵子基金を設立する。
新進作家の創作意欲を喚起し、文化発展に寄与することを目的として、国内外から文学作品を公募している。規定枚数は、400字詰原稿用紙換算で100枚から150枚。入選（最高賞）に選ばれた者には、正賞のブロンズ像、賞金50万円および副賞が、選奨（佳作）に選ばれた者には、賞金5万円および副賞が贈られる。応募数は例年250編前後。国内だけではなく海外からも応募がある。受賞作は秋田魁新報の紙面で連載される。選考委員は作家・諸田玲子氏、作家・熊谷達也氏、文芸編集者・佐藤誠一郎氏。

## 受賞作一覧
| 回（年）         | 賞   | 受賞作                         | 受賞者       |
| ---------------- | ---- | ------------------------------ | ------------ |
| 第1回（1984年）  | 入選 | 「他人でない他人」             | 伊藤美音子   |
| 第1回（1984年）  | 選奨 | 「松茸の季節」                 | 神部龍平     |
| 第1回（1984年）  | 選奨 | 「邦子の夏」                   | 高田屋綾子   |
| 第1回（1984年）  | 選奨 | 「田園に歌えレクイエム」       | 川越一郎     |
| 第2回（1985年）  | 入選 | 「竜女の首」                   | 穂積生萩     |
| 第2回（1985年）  | 選奨 | 「蔵」                         | 安斎純二     |
| 第2回（1985年）  | 選奨 | 「父と子」                     | 岩井川皓二   |
| 第2回（1985年）  | 選奨 | 「茶花のひとりごと」           | 安藤汀子     |
| 第3回（1986年）  | 入選 | 「雪解け」                     | 人見圭子     |
| 第3回（1986年）  | 選奨 | 「嫁恋物語」                   | 武田金三郎   |
| 第3回（1986年）  | 選奨 | 「しろがねの道」               | 柴山芳隆     |
| 第4回（1987年）  | 入選 | 「由利の別れ」                 | 勝賀瀬季彦   |
| 第4回（1987年）  | 選奨 | 「ラパロ（腹腔鏡）」           | 町井奢       |
| 第4回（1987年）  | 選奨 | 「春未明」                     | 加賀谷美津子 |
| 第5回（1988年）  | 入選 | 「刺の予感」                   | 江藤勉       |
| 第5回（1988年）  | 選奨 | 「古」                         | 飛島芙由子   |
| 第5回（1988年）  | 選奨 | 「ベジタブル」                 | 町井奢       |
| 第6回（1989年）  | 入選 | 「天女」                       | 小林井津志   |
| 第6回（1989年）  | 選奨 | 「十字の石」                   | 佐藤三治郎   |
| 第6回（1989年）  | 選奨 | 「湖の水」                     | 柴山芳隆     |
| 第7回（1990年）  | 入選 | 「夜のトマト」                 | 岩井川皓二   |
| 第7回（1990年）  | 選奨 | 「臼引き老安」                 | 大西功       |
| 第8回（1991年）  | 入選 | 「開花」                       | 笠井享子     |
| 第8回（1991年）  | 選奨 | 「月影」                       | 佐藤のぶき   |
| 第8回（1991年）  | 選奨 | 「小説・秋田屋伝蔵」           | 宮越郷平     |
| 第9回（1992年）  | 入選 | 「凍てついた暦」               | 大西功       |
| 第9回（1992年）  | 選奨 | 「惜春の譜の流れ来て」         | 守田陽一     |
| 第10回（1993年） | 入選 | 「渓谷記」                     | 永槻みか     |
| 第10回（1993年） | 選奨 | 「我無蔵泊」                   | 翔民         |
| 第10回（1993年） | 選奨 | 「旅の終り」                   | 高山泰彦     |
| 第11回（1994年） | 入選 | 「湖が燃えた日」               | 佐藤のぶき   |
| 第11回（1994年） | 選奨 | 「泥の街」                     | 大屋研一     |
| 第12回（1995年） | 入選 | 「冬の航跡」                   | 宮越郷平     |
| 第12回（1995年） | 選奨 | 「ロギング・ロード」           | 大屋研一     |
| 第13回（1996年） | 入選 | 「墓―書人刈屋翔山の顛末」      | 福明子       |
| 第13回（1996年） | 選奨 | 「再会」                       | 難波田節子   |
| 第14回（1997年） | 入選 | 「メダル」                     | 殿岡立比人   |
| 第14回（1997年） | 選奨 | 「僕のノーサイド」             | 歩青至       |
| 第15回（1998年） | 入選 | 「ふたつの時間」               | 野崎文子     |
| 第15回（1998年） | 選奨 | 「花のない庭」                 | 葛飾千子     |
| 第16回（1999年） | 入選 | 「風のしらべ」                 | さいとう学   |
| 第16回（1999年） | 選奨 | 「過去のある人々」             | 沢野繭里     |
| 第17回（2000年） | 入選 | 「クニノミチ」                 | 雨神音矢     |
| 第17回（2000年） | 選奨 | 「真夏の公園、ビール」         | 小林拓       |
| 第18回（2001年） | 入選 | 「牡蛎筏」                     | 越智真砂     |
| 第18回（2001年） | 選奨 | 「寒牡丹」                     | 桜木祐未     |
| 第19回（2002年） | 入選 | 「三鉄活人剣」                 | 塚本悟       |
| 第19回（2002年） | 選奨 | 「葉もれ日」                   | 波野鏡子     |
| 第20回（2003年） | 入選 | 「つぎの、つぎの青」           | 尾河みゆき   |
| 第20回（2003年） | 選奨 | 「ザルツブルグの小枝」         | 野里征彦     |
| 第21回（2004年） | 入選 | 「とおかあちゃん」             | 太田ユミ子   |
| 第21回（2004年） | 選奨 | 「輪になって踊ろう」           | 志儀真由美   |
| 第22回（2005年） | 入選 | 「卯木の花」                   | 山口典子     |
| 第22回（2005年） | 選奨 | 該当作なし                     | 該当作なし   |
| 第23回（2006年） | 入選 | 「真昼の花火」                 | 山下奈美     |
| 第23回（2006年） | 選奨 | 「みえない さくら」            | 淺里大助     |
| 第24回（2007年） | 入選 | 「チョコミント」               | 中山聖子     |
| 第24回（2007年） | 選奨 | 「ひだまりの家」               | 別司芳子     |
| 第25回（2008年） | 入選 | 「蕉門秘訣」                   | 五十目寿男   |
| 第25回（2008年） | 選奨 | 「チャレンジ」                 | 小川栄       |
| 第26回（2009年） | 入選 | 「リングのある風景」           | 須田地央     |
| 第26回（2009年） | 選奨 | 「下総御料牧場の春」           | 島田明宏     |
| 第27回（2010年） | 入選 | 「赦免花」                     | 高妻秀樹     |
| 第27回（2010年） | 選奨 | 該当作なし                     | 該当作なし   |
| 第28回（2011年） | 入選 | 「光芒」                       | 永田宗弘     |
| 第28回（2011年） | 選奨 | 「和解」                       | 古林邦和     |
| 第29回（2012年） | 入選 | 「出家せば」                   | 安藤オン     |
| 第29回（2012年） | 選奨 | 「躑躅」                       | 笹耕市       |
| 第30回（2013年） | 入選 | 「オレンジ」                   | 加藤敬尚     |
| 第30回（2013年） | 選奨 | 「匂い辛夷」                   | 笹耕市       |
| 第31回（2014年） | 入選 | 「続きの空」                   | 上月文青     |
| 第31回（2014年） | 選奨 | 「夜ににじむ」                 | 渡部麻実     |
| 第32回（2015年） | 入選 | 「案山子」                     | 狸洞快       |
| 第32回（2015年） | 選奨 | 「悠の海」                     | 浅野温惠     |
| 第33回（2016年） | 入選 | 「西北の地から」               | 中山夏樹     |
| 第33回（2016年） | 選奨 | 「南天絵羽織」                 | 三宅直子     |
| 第34回（2017年） | 入選 | 「一九四五年・チムグリサ沖縄」 | 大城貞俊     |
| 第34回（2017年） | 選奨 | 該当作なし                     | 該当作なし   |
| 第35回（2018年） | 入選 | 「観世十郎元雅」               | 榊田圭       |
| 第35回（2018年） | 選奨 | 「もうすぐだから」             | 岡部千鶴子   |
| 第36回（2019年） | 入選 | 「奥州馬、最後の栄光」         | 浜矢スバル   |
| 第36回（2019年） | 選奨 | 「花冷え」                     | 脇真珠       |
| 第37回（2020年） | 入選 | 「ヒカリ指す」                 | 北原岳       |
| 第37回（2020年） | 入選 | 「賽銭泥棒」                   | 荒川眞人     |
| 第38回（2021年） | 入選 | 「転がるバレル」               | 村雲菜月     |
| 第38回（2021年） | 選奨 | 「烏の櫛」                     | 猪村勢司     |
| 第39回（2022年） | 入選 | 「草むらの小屋」               | 方政雄       |
| 第39回（2022年） | 選奨 | 「やっさん」                   | 深尾澄子     |
| 第40回（2023年） | 入選 | 「不忍池」                     | 猪村勢司     |
| 第40回（2023年） | 選奨 | 「時空往還―未来故郷のルナ」    | 舞羽優       |
| 第41回（2024年） | 入選 | 「歌うキノコと孤児たち」       | ふるたみゆき |
| 第41回（2024年） | 選奨 | 「くぼみでも、でっぱりでも」   | 甲木千絵     |